# The Man in the Glass Booth
The Man in the Glass Booth è un film del 1975 diretto da Arthur Hiller.